# Nationalpark Slītere
Der Nationalpark Slītere (lettisch: Slīteres nacionālais parks) ist der kleinste der vier Nationalparks in Lettland. Er gehört zum europäischen Natura-2000-Netzwerk. Das Gebiet befindet sich an der Nordspitze von Kurland um das Kap Kolka. Eingeschlossen sind 163,6 km² Land- und 101,3 km² Wasserfläche bis zur 10 m Tiefenlinie in der Ostsee.
Der Nationalpark ist in mehrere Schutzzonen eingeteilt. Einzelne Teile dürfen von Besuchern nicht betreten werden. Es bestehen jedoch mehrere Rad- und Wanderwege durch den Nationalpark.

## Geschichte
Der Park entstand u. a. aus dem 11 km² großen Naturreservat Slītere, dessen Forst schon seit 1921 unbewirtschaftet geblieben war. 1957 wurde das Reservat auf 78,6 km², 1977 auf 148,8 km² erweitert. Große Teile waren zur Zeit der Sowjetunion als militärisches Sperrgebiet sich selbst überlassen.
Im Jahre 2000 wurde das Naturreservat als Nationalpark konstituiert.

## Geologie und Geographie
Einzigartig ist die Landschaftsgestalt mit ihrem Wechsel von kangari (finno-ugrisch „kangars“ = Hügel, Erhebung), bewaldeten, langgestreckten, meist parallel verlaufenden Dünen, von denen einige sich über bis zu 15 Kilometer erstrecken, und vigās (finno-ugrisch „viga“ = unwirtlich, unbewohnbar), den sumpfigen oder nassen Streifen dazwischen. Kangari und vigās entstanden beim Abschmelzen des Eisschildes am Ende der Weichsel-Kaltzeit.
Im Süden des Nationalparks befinden sich die „Blauen Berge“ (Zilie kalni), bis zu 35 m hohe ehemalige Steilufer, die zum Süden und zum Osten hin, fast in einem Halbkreis, steil abfallen. Sie bildeten einst, im Ausklang der Weichsel-Kaltzeit, die Küste des Baltischen Eisstausees.

## Flora und Fauna
Aufgrund der unterschiedlichen Lebensräume besteht auch eine diversifizierte Flora und Fauna mit vielen Pflanzen-, Pilz- und Tierarten, die innerhalb Lettlands oft nur hier vorkommen. Es wurden 128 Moose, 195 Flechten und mehr als 700 Pilze dokumentiert. Die Hänge der Blauen Berge sind mit Bärlauch, Eiben, Baltischem Efeu, Berg-Ehrenpreis und Schildfarnen bewachsen. In Lettland kommt die Wald-Haargerste und die Stumpfblütige Binse nur in diesem Nationalpark vor.
In den Kiefernbeständen lebt der größte in Lettland heimische Käfer, der Mulmbock bzw. dessen Larven vom Totholz. Der in Lettland vom Aussterben bedrohte Grüne Edelscharrkäfer ist im Nationalpark im ursprünglichen Laubmischwald mit vielen alten Bäumen und Totholz als Brutplatz anzutreffen. Die adulten Käfer ernähren sich von Blütenpflanzen, insbesondere dem Echten Mädesüß.

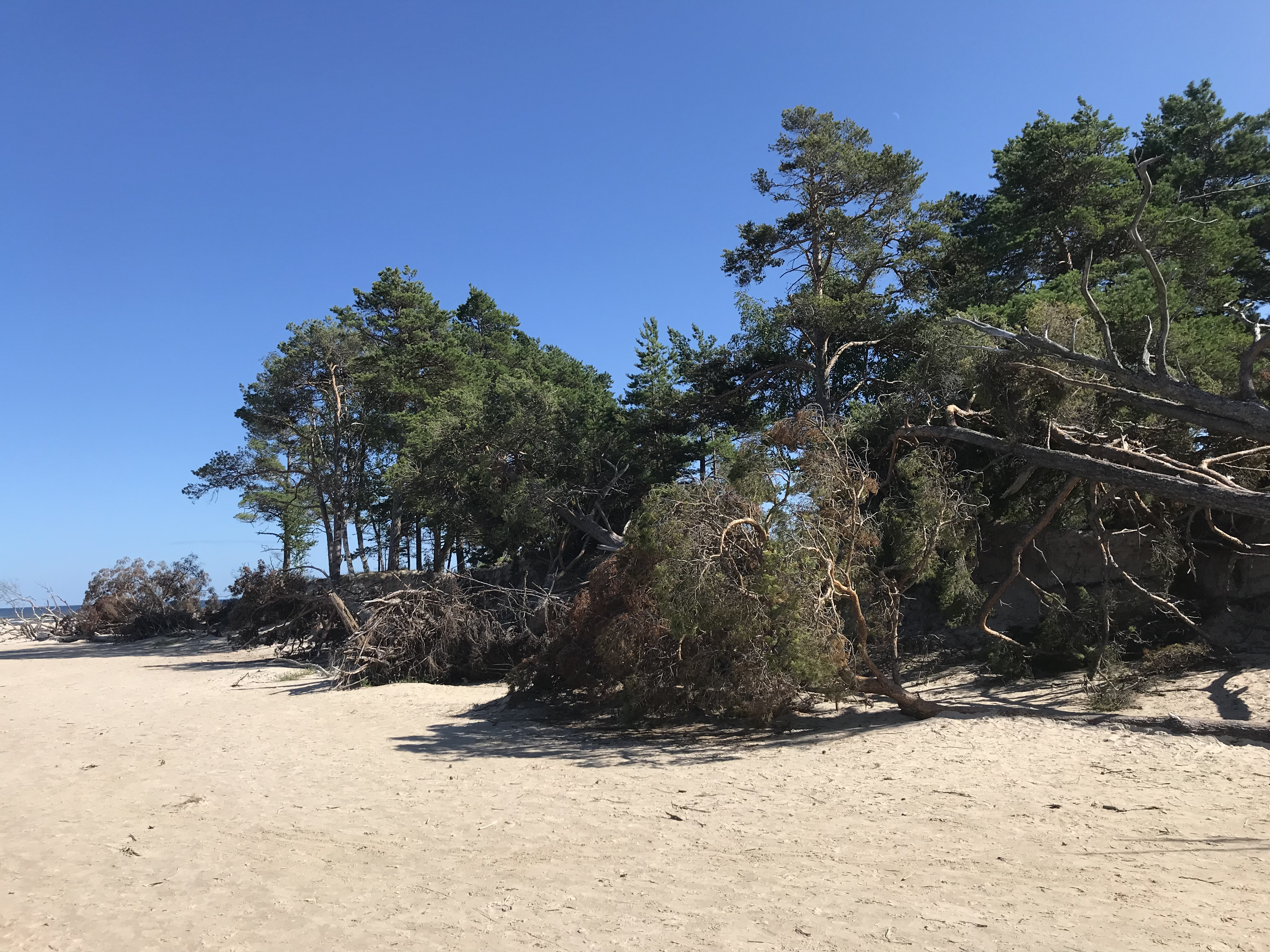
Sandstrand und Kiefernwälder

Geschützte Amphibien und Reptilien sind die Kreuzkröte, die Europäische Sumpfschildkröte und die Schlingnatter.
125 Vogelarten brüten hier, darunter das Auerhuhn, das Birkhuhn und der Schwarzstorch sowie Fischadler, Schlangenadler, Steinadler und Uhus. Das Gebiet liegt auf dem Weg von Zugvögeln. Am Kap Kolka konzentriert sich der Durchflug: Im Frühjahr und Herbst fliegen hier teilweise mehrere zehntausende Vögel pro Stunde vorbei.
Es sind 40 Säugetierarten im Nationalpark nachgewiesen, darunter der Wolf, der Luchs und der Elch. Kleinsäuger sind u. a. die Waldbirkenmaus, die Haselmaus und die Wasserspitzmaus. Der im Nationalpark häufige Biber formt durch den Bau seiner Dämme die Landschaft.

## Der Leuchtturm in den Blauen Bergen
Der 32 m hohe Leuchtturm (Slīteres bāka) wurde 1849 erbaut, ungewöhnlicherweise nicht an der Küste, sondern etwa 5,3 km entfernt im Landesinnern. Die Anhöhe, auf der er steht, diente den Seeleuten seit alters her als Landmarke. Von oben hat man einen guten Rundblick über die Blauen Berge und deren Flanken mit natürlichem Laubwald, über das vorgelagerte Sumpfgebiet (die vigās), aufgefächert von den kiefernbestandenen Dünenzügen (die kangari), und über die Küste mit Sandstränden.

## Umgebung
In den Küstendörfern wie Kolka, Mazirbe, Sīkrags und Saunags hat sich die livische Sprache und Kultur am längsten erhalten.